# Kidder (Missouri)
Kidder é uma cidade localizada no Estado americano de Missouri, no Condado de Caldwell.

## Demografia
Segundo o censo americano de 2000, a sua população era de 271 habitantes.
Em 2006, foi estimada uma população de 282, um aumento de 11 (4.1%).

## Geografia
De acordo com o United States Census Bureau tem uma área de
1,1 km², dos quais 1,1 km² cobertos por terra e 0,0 km² cobertos por água. Kidder localiza-se a aproximadamente 310 m acima do nível do mar.

## Localidades na vizinhança
O diagrama seguinte representa as localidades num raio de 16 km ao redor de Kidder.